# Pterodroma caribbaea
Pterodroma caribbaea е вид птица от семейство Procellariidae.

## Разпространение
Видът е разпространен в Бахамските острови, Гваделупа, Доминика и Ямайка.